# Драган Приморац
Драган Приморац (хорв. Dragan Primorac; нар. 7 червня 1965, Баня-Лука) — хорватський політик, лікар, генетик і криміналіст. Міністр науки, освіти та спорту в 1-му і 2-му урядах прем'єра Іво Санадера. Кандидат у президенти від ХДС на виборах 2009 і 2024 років.

## Життєпис

### Ранні роки життя
Народився в місті Баня-Лука, в тодішній Соціалістичній Республіці Боснія і Герцеговина, що входила до складу Югославії. Його родина походить із місцевостей між боснійським містом Любушки та  хорватським Вргорацем. Невдовзі сім'я переїхала до Спліта, де Приморац провів дитинство та закінчив початкову і середню школи.

### Освіта
1991 року закінчив сплітську філію медичного факультету Загребського університету. Того ж року емігрував до Сполучених Штатів Америки, де кілька років перебував у постдокторантурі, а згодом також асистентом на медичному факультеті Університету Коннектикуту. 1997 року на медичному факультеті Загребського університету захистив докторську дисертацію на тему «Недосконалий остеогенез як результат некоректної обробки матричної РНК» (за вислідами роботи на медичному факультеті Університету Коннектикуту у Фармінгтоні). У США він також пройшов підготовку в Лабораторії криміналістичної експертизи поліції штату Коннектикут у Мерідені, Інституті патології збройних сил у Роквіллі, Аналітичному центрі генетичного тестування у Денвері, університетській лікарні Св. Крістофера університету Аллегені, що у Філадельфії, і Roche Molecular Systems, що в Аламеді.

### Науково-освітня робота
Приморац працює ад'юнкт-професором у науковому коледжі Еберлі університету штату Пенсільванія та в інституті кримінального судочинства і судової експертизи ім. Генрі С. Лі університету Нью-Гейвена, а також професором медичного факультету Сплітського університету і медичного факультету Осієцького університету та відділення біотехнології Рієцького університету. 
У жовтні 2016 року призначений запрошеним професором у Коледжі медицини та судової експертизи Університету Сіань Цзяотун, що в Китайській Народній Республіці. Є співробітником Американської академії судової експертизи, членом Американського товариства генетики людини, почесним членом Міжнародної асоціації аналізу злочинності та Хорватського товариства недосконалого остеогенезу. Він — перший лауреат титулу Global Penn State University Ambassador і голова Комітету з міжнародних справ Американської академії криміналістичної експертизи.
Написав близько 250 наукових статей і авторефератів із клінічної та молекулярної медицини, генетики, криміналістичної експертизи, популяційної генетики, генетичної спадщини Homo sapiens і політики в галузі освіти, науки та технологій. Нині виявляє особливий інтерес до метаболічних порушень кісток і хрящів, спортивної медицини, а також персоналізованої та регенеративної медицини. Автор оригінальних вислідів щодо генетичного походження європейців з особливою увагою до населення Південно-Східної Європи.

### Політична діяльність
У політику прийшов через роботу в хорватському уряді, коли 2003 року став міністром науки, освіти та спорту. Перший строк на цій посаді (2003—2007) завершив без партійної належності. Згідно з опитуванням Міжнародного республіканського інституту від 1 жовтня 2007 року, визнаний найуспішнішим міністром хорватського уряду з показником схвалення 31%.
У вересні 2007 року вступив до Хорватської демократичної співдружності (ХДС), не бувши ніколи перед цим членом жодної політичної сили. На парламентських виборах у Хорватії 2007 року балотувався від ХДС по 11 виборчому округу (так званий список хорватської діаспори), де його список набрав майже 82% голосів. Після виборів не увійшов до парламенту, а знову був призначений міністром у січні 2008 року. Через запропоноване скорочення бюджету міністерства освіти, науки та спорту, а особливо через скасування проєкту безкоштовних підручників і безплатного підвозу учнів початкових і середніх шкіл Хорватії він оголосив про свою відставку, у яку пішов 7 липня 2009 року. Незабаром після цього зробив безпрецедентний крок, поступившись на користь партії своїм місцем у хорватському парламенті. Потім партія передала його місце Горану Маричу, який заміняв Примораца, поки той був міністром. 9 листопада 2009 року Приморац офіційно оголосив про висування своєї кандидатури на президентських виборах у Хорватії 2009 року. Відповідно його було виключено зі членів ХДС. У першому турі виборів він набрав 5,93% голосів і не пройшов до другого туру.
Вдруге Приморац балотувався на посаду президента Хорватії на виборах 2024—2025. Його кандидатуру підтримала його колишня партія Хорватська демократична співдружність, але офіційно він висувався як незалежний кандидат. У своїй рекламі на YouTube Приморац заявив, що балотується на платформі відновлення цивілізованості та повернення в хорватський політичний дискурс поміркованості; він також опосередковано нападався на поточного президента Зорана Мілановича за його нестриманість і недостатню політкоректність.
У першому турі виборів 29 грудня Приморац посів друге місце з 19% голосів і, оскільки його супротивник Зоран Міланович не зміг одержати абсолютну більшість, то пройшов у другий тур, де 12 січня 2025 року програв, набравши приблизно 25,31% голосів, що дозволило Мілановичу переобратися президентом на другий строк.

### Спортивна діяльність
Живучи у Спліті, тренувався у футбольних клубах «Спліт», «Хайдук» і «Солін», а також займався легкою атлетикою у спортклубі «Спліт 80» (нині «Хайдук»). 17 листопада 1987 року заснував клуб тхеквондо «Коцунар» і відтоді є його головою. Під час Генеральної асамблеї Європейського олімпійського комітету (3—4 грудня 2004 р.) відзначений срібною медаллю за внесок у розвиток спорту. 2020 року нагороджений золотою медаллю WTE з рук президента Європейського союзу тхеквондо Сакіса Прагалоса.